# Taylor Manson
Taylor Manson (29 de septiembre de 1999) es una deportista de Estados Unidos que compite en atletismo. Ganó una medalla de bronce en el Campeonato Mundial de Atletismo Sub-20 de 2018, en la prueba de 400 m.